# Broyhan

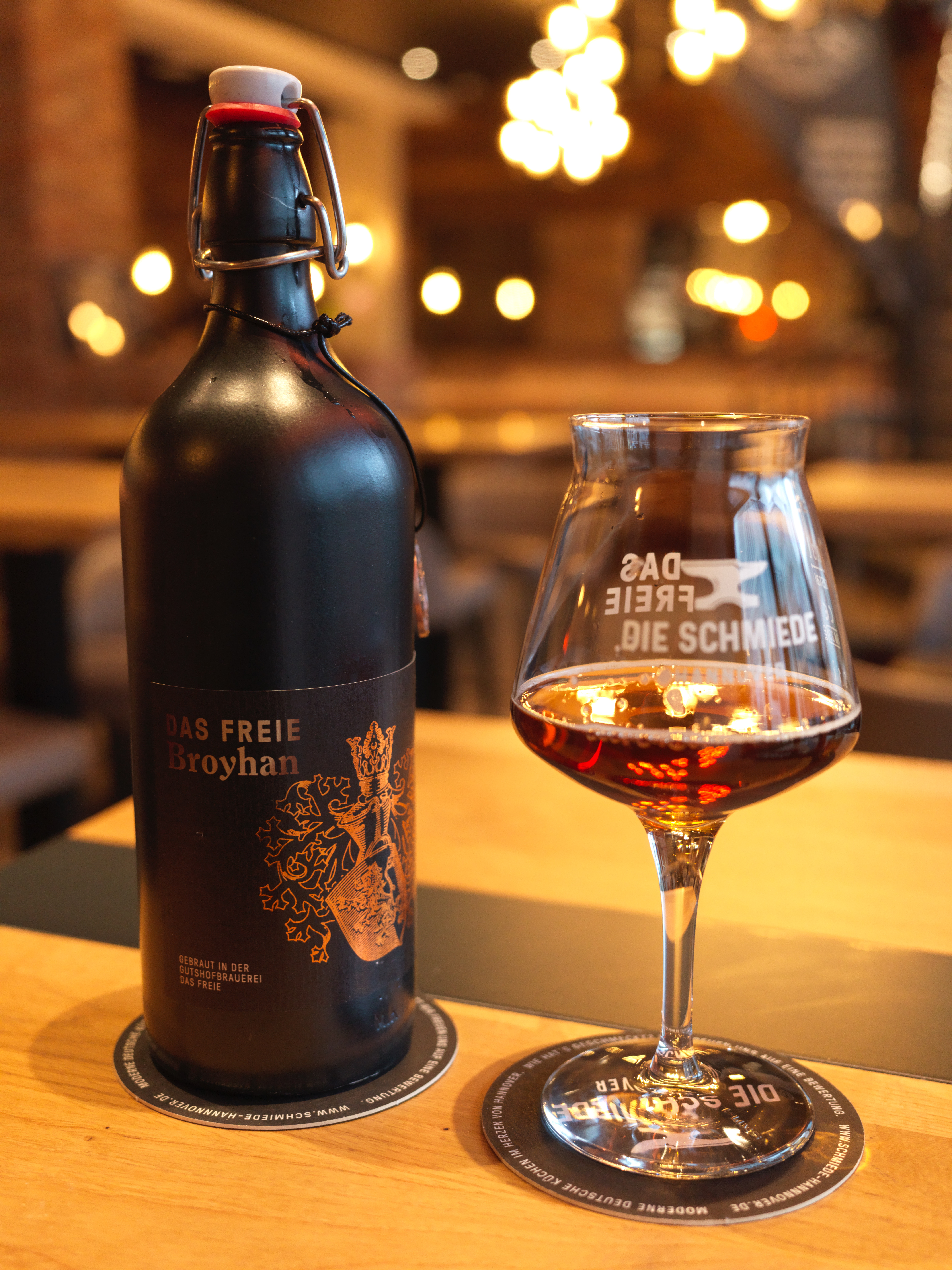
Broyhanbier nach rekonstruiertem Rezept, serviert in Hannover

Broyhan oder auch Broihan (regional traten auch die Schreibweisen Breihan und Bruhan auf) ist eine historische Biersorte, die auf den hannöverschen Braumeister Cord Broyhan zurückgeht. Es ist ein ungehopftes oder nur schwach gehopftes Weißbier, das mit hellen Malzen eingebraut wurde. Oftmals wurde auch Weizenmalz verwendet, jedoch nicht immer.
Als gesichert kann gelten, dass der Broyhan, im Gegensatz zu den meisten anderen Bieren seiner Zeit, ausschließlich mit „Luftmalz“ gebraut wurde, das auf der Tenne getrocknet wurde anstatt auf der Darre. Es hatte daher keinen Rauchgeschmack, was den leichten, weinigen Charakter des Broyhans genau so erklärt wie die Tatsache, dass leichte Fehler wie ein Säurestich sofort schmeckbar waren und nicht vom Raucharoma übertüncht wurden.
Anders als bei der Berliner Weisse und der Gose ist beim Broyhan nicht überliefert, mit welcher Hefe er vergoren wurde. Die überlieferte säuerlich-weinige Note ist mit Sicherheit auf die damals üblichen Sekundärinfektionen zurückzuführen. 

## Geschichte
- Am 29. März 1644 stellte Lucas Dunken in Bremen den Antrag, ihm ein Privileg zum Brauen von Broyhan-Bier zu erteilen.[1]

## Breihan
In der zwischen 1773 und 1858 edierten Oekonomischen Encyklopädie von Johann Georg Krünitz heißt es:
Der Breihan hat seinen Nahmen von Conrad Breihan, einem Mann, welcher aus Gronau, einem Städtlein des Stifts Hildesheim, gebürtig gewesen, sich einige Jahre in Hamburg als Brauerknecht gebrauchen laßen, wo er das Weißbier brauen gelernt, und sich nachher nach dem Dorfe Stöcken, bei Hannover, begeben, woselbst er im J. 1526, d. 31 Mai, zuerst das Weißbier gebrauet, von da er sich in Hannover niedergelaßen, und sich daselbst durch sein Bier, welches man hernach Breihan genennet, einen großen Ruhm erworben hat. Es haben ihm Andere diese Kunst abgesehen, und auch in andern Ländern Breihan gebrauet.1) Der Hannoverische ist der älteste.2) Der Halberstädtische wird vor allen andern vorgezogen. Nach diesen folget 3) der Quedlinburgische, 4) der Wolfenbüttelische und Hildesheimische. 5) In der Grafschaft Hohenstein, ist der Neustädter, Klettenbergische und Wolflebische bekannt. 6) In Thüringen hat man ebenfalls, vor ungefähr 70 Jahren, in der kaiserl. freien Reichsstadt Mühlhausen Breihan zu brauen angefangen, und an einem Arm des Flusses Unstrut, in der Vorstadt St. Georgii vor dem Burg=Thor ein eigenes Breihan=Brauhaus erbauet. 7) In dem churf. sächsischen Dorfe Grüningen, unweit der fürstl. schwarzburgischen Stadt, Greusen, wird stark Breihan gebrauet. 8) Im Fürstentum Sachsengotha, wird dergleichen zu Friedrichroda, Ichterhausen und Molsdorf gemacht. 9) Auf dem fürstl. schwarzburgischen Cammergut zu Dornheim, bei Arnstadt im Amt Gräfenburg, ist vor vielen Jahren ein guter Breihan gebrauet worden, den die Bürger aus Arnstadt fleißig kosten. 10) In dem fürstl. Schwarzburg=Rudolstädtischen Dorf Elxleben, im Amt Stadt=Ilm, wird ebenfalls Breihan gebrauet, und an andere Oerter verführet.